# Charlotta Björck
Charlotta Carin Elisabet Björck, född 6 maj 1985 i Årstads församling i Halland, är en svensk komiker och skådespelare.
Björck växte upp i Nybro. Hennes far Daniel Björck är präst och hon är näst yngst av fem systrar. Hon arbetade under många år inom äldreomsorg och personlig assistans.
Björck började få uppmärksamhet genom Instagram där hon gjorde sketcher och publicerade bilder. År 2021 gjorde hon humorserien Charlotta x 8 på SVT. I serien, som hon skrev manus till tillsammans med Moa Lundqvist, spelar hon själv flera av de rollfigurerna på den fiktiva vårdcentralen Rhododendron. Hon turnerade under 2021 med humorföreställningen Mamagoals.
Björck har medverkat i barnprogrammen Kokobäng och Borta bäst på SVT. Hon har även varit programledare på P3 under 2023. År 2024 hörde hon till den fasta panelen i underhållningsprogrammet Bäst i test på TV4. År 2023 spelade hon en av rollerna i Lisa Aschans dramakomedifilm Tack och förlåt. 
Hösten 2024 deltog Björck i Kalle Linds Helikopterrevy i Malmö samt i tredje säsongen av dramaserien Tunna blå linjen på SVT. 
Björck hör till den Malmöbaserade improvisationsensemblen Källan. År 2018 nominerades hon till Årets webbhumor på Barncancergalan och 2021 nominerades hon till årets kvinnliga komiker.
Björck är bosatt i Malmö med sambo och två barn.